# انتون گوستافسون (ورزشکار)
انتون گوستافسون (انگلیسی: Anton Gustafsson؛ ۶ فوریه ۱۸۷۷ – ۱۶ نوامبر ۱۹۴۳) ورزشکار طناب‌کشی اهل سوئد بود.
وی در مسابقات کشوری و بین‌المللی در مجموع برندهٔ ۱ مدال برنز شده‌است.